# Horst Schuller Anger

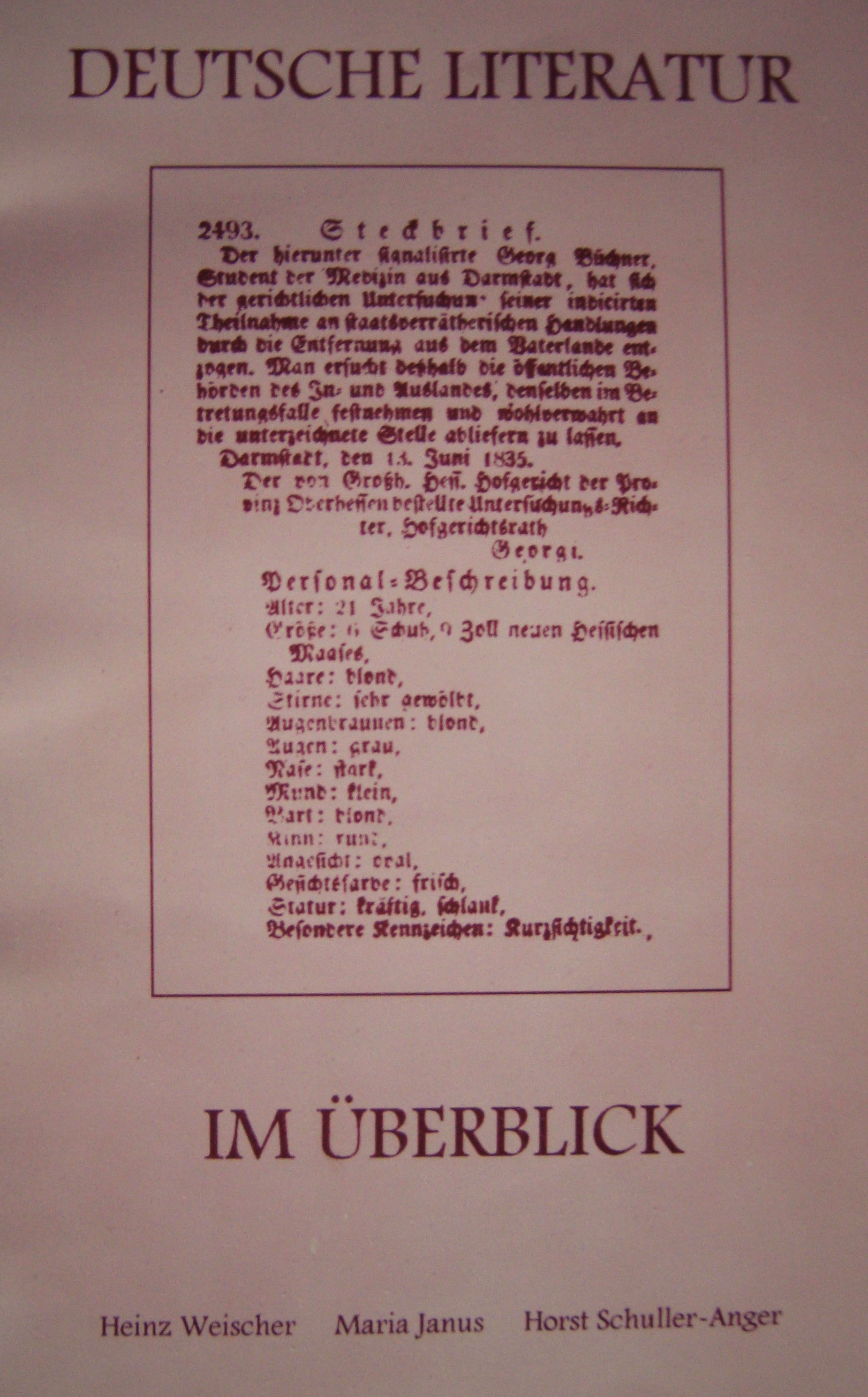
„Deutsche Literatur im Überblick“ (1996), gemeinsam mit Heinz Weischer und Maria Ianuș

Horst Schuller Anger (geb. Horst Schuller am 13. August 1940 in Meschen; gest. am 25. Juli 2021 in Heidelberg oder Nußloch) war ein rumänischer Philologe, Universitätsprofessor und Journalist. Er gehörte der Minderheit der Siebenbürger Sachsen an.

## Leben
Als zweites von vier Kindern aus einer Pädagogenfamilie sollte Horst Schuller eigentlich Volksschullehrer werden. Dafür besuchte er die Lehrerbildungsanstalt an der Bergschule Schäßburg, die jedoch bald darauf geschlossen wurde. Nach Ablegung der Matura in Schäßburg studierte er von 1957 bis 1962 Germanistik und Romanistik an der Universität Klausenburg. Ebendort faszinierten ihn besonders die Lehrtätigkeit von Edmund Pollak, eines nordsiebenbürgischen Juden und Überlebenden des KZ Mauthausen, und von Ilse Löw. Seine anspruchsvolle Magisterarbeit handelte von den Beziehungen zwischen Hugo von Hofmannsthal und Richard Strauss. Eine akademische Karriere blieb Schuller damals jedoch verwehrt, da ihm eine staatskritische Haltung vorgeworfen wurde. So wurde er Lehrer in Marienburg (1962–1968) und danach Journalist: Er verantwortete in dieser Zeit die Kulturspalten in der deutschsprachigen Zeitschrift Karpatenrundschau in Kronstadt.
Beim Zeitungmachen konzentrierte er sich auf (literatur)geschichtliche Themen. Daneben publizierte er jedoch noch andere Dinge (z. B. in der Zeitschrift Neue Literatur). Die Promotion erfolgte in Bukarest im Jahre 1984.
Schuller organisierte und vermittelte einige Zusammenkünfte von im Dialekt schreibenden Autoren und leitete literarische Zirkel. Die Zuerkennung des Silberdistel-Literaturpreises machte es zudem möglich, dass mehrere Schriftsteller für die Zeitung arbeiteten. Nach der Wende 1989 unterstützte Schuller verschiedene Pläne des DFDR. Im Rahmen der Bücherserie Die Sachsen über sich selbst gab er den Siebenbürger Sachsen eine Stimme.

### Universitätskarriere
Ab 1990 war er Dozent an der Lucian-Blaga-Universität in Hermannstadt und wurde 1999 auch Lehrstuhlvorsitzender am germanistischen Seminar. Die ordentliche Professur erfolgte bereits 1995. Anlässlich akademischer Austauschprogramme wurde er auf die im Berliner Nicolai-Verlag erschienene Buchserie Deutsche Bibliothek im Osten (von Karl Konrad Polheim und Hans Rothe) aufmerksam. Dort wurden dann kleinere Sachen von Johann Karl Schuller (1794–1865) herausgegeben. Die letzten Lebensjahre verbrachte Schuller Anger in Heidelberg.

## Leistungen
Schuller Anger kümmerte sich um die Herausgabe von verschiedenen Autoren aus Siebenbürgen (Michael Königes, Friedrich Wilhelm Schuster, Georg Maurer). Er kompilierte auch eine Anthologie von auf Siebenbürgisch-Sächsisch geschriebenen Gedichten. Er legte viele Monographien vor sowie Einzelstudien, Kongreßbücher, Fachartikel. Interessant ist auch das Werk Nikolaus Lenau und die Zigeuner von 2003. Bekannt war Schuller Anger für seine Liebe zu Archivsarbeit und entdeckte dabei auch Beispiele von weniger bekannten oder gar nicht bekannten Briefwechsel. Schuller Anger gab als erster zwei Dramen von Michael Königes (1982) heraus und eine unbekannte Autobiographie von Friedrich Wilhelm Schuster (Aus meinem Leben 1981). Schuller Anger half auch gern anderen, ihre Bücherprojekte zu realisieren. Interkulturellen Kontakten zwischen den Rumänen, Ungarn und Deutschen in Rumänien galt zudem immer schon sein Augenmerk. Bis 2010 betreute er 27 Doktoranden und ihre Arbeiten.

## Werke (Auswahl)

### Als Autor/Redakteur
- (als Redakteur) Vill Sprochen än der Wält. Dichtung im Dialekt. (Eine Blütenlese folgender Autoren: Erhard Antoni, Georg Baku, Michael Barner, Anni Barthelmie, Daniel Bayer, Maria Beckert, Frieda Binder, Anni Böhm, Simon Gottlieb Brandsch, Heinrich E. Bretz, Adelheid Elst, Joseph Filtsch, Maria Gierlich-Gräf, Ernst Gyöngyösi, Doris Hutter, Viktor Kästner, Hedwig Kellner, Elisabeth Kessler, Oswald Kessler, Hermann Klein, Hermine Kloos, Gerhardt Hermann Klöss, Georg Kraus, Rosa Kraus, Christian Lang, Susanna Löprich, Josef Marlin, Rudolf Martini, Wilhelm Meitert, Richard Mildt, Walter Plajer, Michael Reisenauer, Michael Risch, Katharina Schmidt, Friedrich Schuster, Johann Seiverth, Walther Seydner, Katharina Thudt, Grete Welther, Petrus Windt). Verlag Dacia, Klausenburg 1988[7]
- Kontakt und Wirkung. Literarische Tendenzen in der siebenbürgischen Kulturzeitschrift Klingsor, Verlag Kriterion, Bukarest 1994[8], Böhlau-Verlag GmbH, Feber 1997.
- Lenau und die Zigeuner. Werkstatthilfen für den Übersetzer, Hora-Verlag, Hermannstadt 2003, ISBN 973-8226-21-X (=Germanistische Beiträge, Monographien)

### Als Herausgeber
- Briefe eines Reisenden durch Siebenbürgen (von Johann Karl Schulle), Verlag Nicolai, Berlin 1995, ISBN 3-87584-555-2
- Lebenszeit und Lebensnot: Erlebnisbericht eines Siebenbürger Sachsen über die Verschleppung in die Sowjetunion (von Walter Peter Plajer; mit einem Vorwort von Horst Schuller Anger), Verlag Südostdeutsches Kulturwerk, München 1996, ISBN 3-88356-100-2

## Ehrungen
- Preis des Rumänischen Schriftstellerverbands für das Buch Kontakt und Wirkung. Literarische Tendenzen in der siebenbürgischen Kulturzeitschrift Klingsor (1994).[9]